# Max-Planck-Gymnasium (Delmenhorst)
Das Max-Planck-Gymnasium (MPG, kurz auch Maxe) ist als Europaschule und MINT-EC-Schule eines von zwei städtischen Gymnasien in Delmenhorst, an dem ca. 950 Schüler von 93 Lehrern in den Klassenstufen 5–13 unterrichtet werden. Für Schüler der Klassenstufen 5–10 wird es von Montag bis Freitag als offenes Ganztagsgymnasium geführt.

## Campus

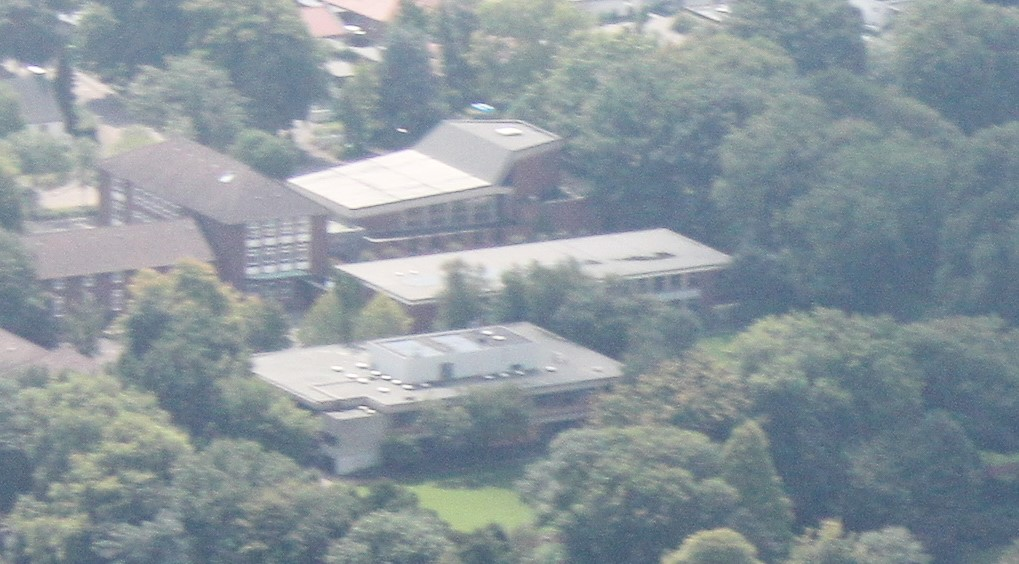
Luftbild, 2012

Das Gymnasium wurde 1952 gegründet. Im Jahr 2001 wurde es von Gymnasium an der Max-Planck-Straße in Max-Planck-Gymnasium umbenannt. Von den Schülern wird es „Maxe“ genannt. Deswegen heißt die Internetseite auch maxe-online.de. Der Campus des Max-Planck-Gymnasiums teilt sich auf zwei Standorte auf. Die Häuser A bis C des großen Maxe liegen an der Max-Planck-Straße 4, die südlich an die Graftanlagen des Delmenhorster Stadtparks angrenzen. Hier werden die Klassen 7–13 unterrichtet. Neben dem Gymnasium beherbergt der Campus auch das städtische Theaterspielhaus Theater Kleines Haus.
Im kleinen Maxe im Haus D an der Berliner Straße 54 werden die Klassen 5 und 6 unterrichtet.

## Schulprofil

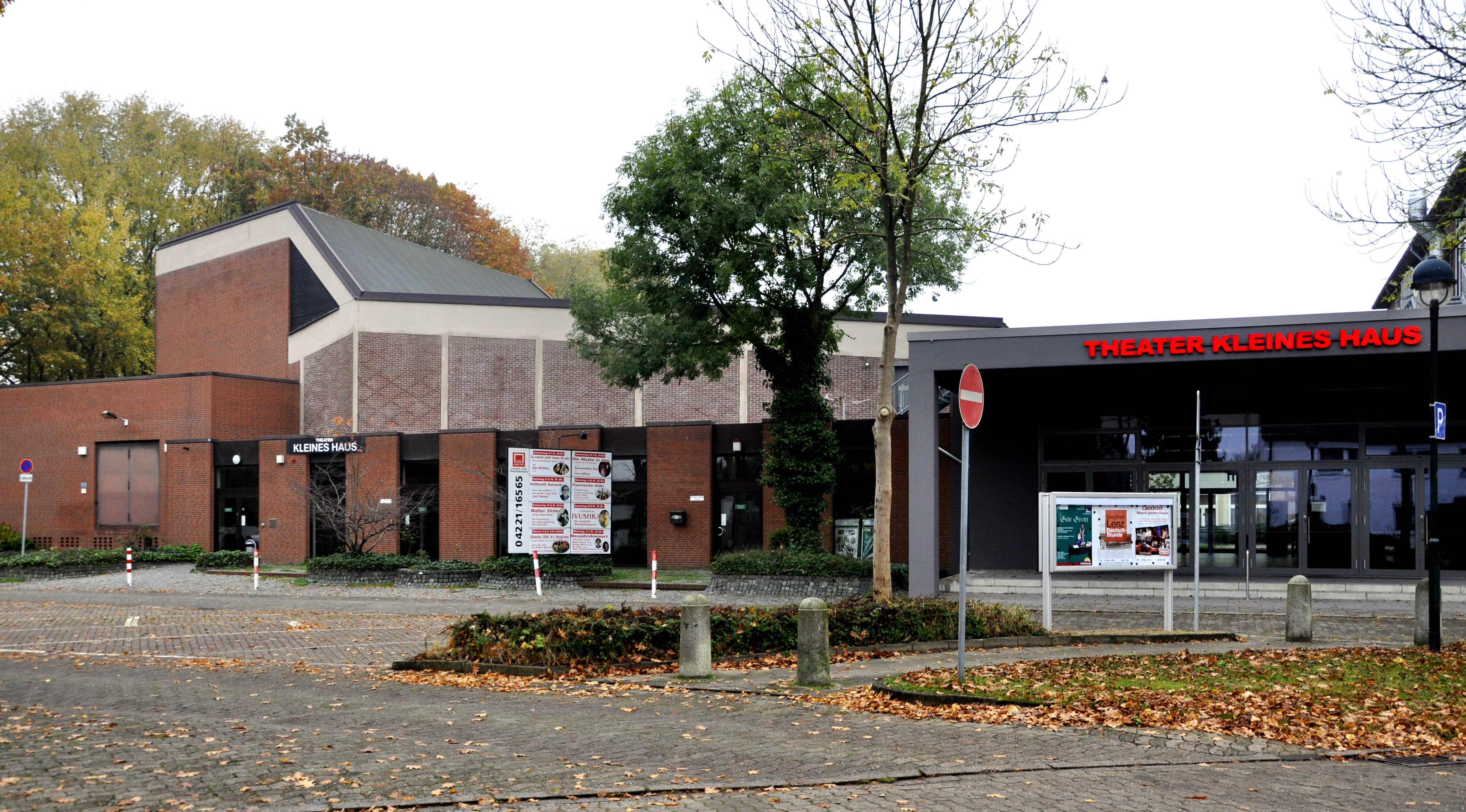
Theater Kleines Haus

Die Schule wurde als sprachliches Gymnasium gegründet und ist eine Europaschule. Am Max-Planck-Gymnasium werden die Fremdsprachen Englisch, Französisch, Spanisch und Latein unterrichtet. Zudem kann Italienisch im Rahmen einer Arbeitsgemeinschaft erlernt werden. Das Maxe bietet bilingualen Sachfachunterricht ab Jahrgang 7 an.
Seit Herbst 2017 ist das Max-Planck-Gymnasium eine von bundesweit 295 MINT-EC-Schulen und damit Mitglied im Verein mathematisch-naturwissenschaftlicher Excellence-Center an Schulen. Bei der Feier zur Überreichung des MINT-EC-Zertifikats war der Physiker und Nobelpreisträger Klaus von Klitzing mit einem Gastvortrag zu Besuch.
Seit dem 1. August 1992 bietet das  Max-Planck-Gymnasium ein besonderes Bildungsangebot. Die Schüler können ab der 5. Klasse ein Musikprofil auswählen, in dem sie ab der 6. Klasse neben dem allgemeinen Unterricht jede Woche eine Doppelstunde Musikunterricht mehr haben, in dem sie gemeinsam Lieder in einem Orchester einstudieren. Die teilnehmenden Schüler verpflichten sich, ein Instrument zu spielen. Diese werden zweimal jährlich im Theater Kleines Haus der Öffentlichkeit vorgeführt.
Ab der 7. Klasse besteht die Möglichkeit, dem MINT-Profil der Schule beizutreten. Ab der 8. bis zur 10. Klasse erhalten die Schüler vertieften Unterricht in den Fächern Biologie, Chemie, Informatik, Mathematik und Physik. Für den MINT-Unterricht gibt es in den Jahrgängen 5 bis 7 vorbereitende Wahlangebote, die als Interessengemeinschaften und Arbeitsgemeinschaften angeboten werden.
Die Schule erzielte Erfolge bei Wettbewerben wie Jugend forscht, Jugend trainiert für Olympia und Mathematikolympiaden. Auch Rhetorik spielt am Max-Planck-Gymnasium eine besondere Rolle. Regelmäßig erzielen Schülerinnen und Schüler des Gymnasiums hohe Platzierungen beim Wettbewerb Jugend debattiert.
Das Max-Planck-Gymnasium  gehört zu den „Werder-Schulen“, diese arbeiten eng mit dem Verein SV Werder Bremen zusammen.
Die Ziele der Kooperation sind die Förderung der Team- und Verantwortungsfähigkeit, die Stärkung der Sozialkompetenz sowie die Entwicklung von Selbstbewusstsein, Konflikttoleranz und Gemeinschaftssinn der Schüler.
Um diese Ziele erreichen zu können, finden jedes Jahr auf dem Mini-Spielfeld an der Berliner Straße Fußballturniere statt, für die die Klassen 5 und 6 in den Unterrichtspausen trainieren.
Ziel des Projekts ist es, Kinder, Jugendliche und Eltern von der Wichtigkeit einer ausgewogenen Lebensweise durch gesunde Ernährung und Bewegung zu überzeugen.
Am Max-Planck-Gymnasium kann man seit 2011 außer den sprachlichen, naturwissenschaftlichen, gesellschaftswissenschaftlichen oder musisch-künstlerischen Fächern auch das Schwerpunktfach Sport für das Abitur wählen.
Im Jahr 2016 erhielten zwei Lehrerinnen der Schule mit ihrem Konzept der Schülerfirma „Living Library“ den Deutschen Lehrerpreis in der Kategorie „Lehrer: Unterricht innovativ“.

## Schulpartnerschaften
- Collège Henri Wallon in Méricourt bei Lens
- Eurocolegio CASVI in Villaviciosa bei Madrid
- Lahden lyseo in Lahti
- Musik-Fachgymnasium Karol Lipiński in Lublin
- Reformiertes Gymnasium in Miskolc
- Bowsher High School in Toledo (Ohio)
- Towson University in Towson (Maryland)
- Wollaston School in Wellingborough (Northamptonshire)

## Ehemalige Schülerinnen und Schüler
- Renate Kern (1945–1991)[16],  Schlagersängerin
- Wiebke Steffen (1946–2017), Kriminologin
- Wolfgang Wahlster (* 1953), Professor am DFKI und der Universität des Saarlandes
- Tino Polster (* 1957)[17], Mediendirektor bei Werder Bremen
- Claudia Kemfert (* 1968)[18],  Wirtschaftswissenschaftlerin
- Yared Dibaba (* 1969), Schauspieler, Moderator, Entertainer, Autor und Sänger
- Lutz Steinbrück (* 1972), Lyriker, Musiker und Journalist
- Sarah Connor (* 1980), Pop- und Soulsängerin
- Florian Kohfeldt (* 1982), Fußballtrainer
- Timon Dzienus (* 1996), Politiker